# Dorothy Maharam
Dorothy Maharam Stone (1er juillet 1917 –  27 septembre 2014
) est une mathématicienne américaine née à Parkersburg, en Virginie-Occidentale, qui a fait d'importantes contributions à la théorie de la mesure et a donné son nom au théorème de Maharam (en) et à l'algèbre de Maharam (en).

## Formation
Maharam obtient son B. Sc. à l' Institut de Technologie de l'Université Carnegie-Mellon en 1937 et son doctorat en 1940 sous la supervision d'Anna Johnson Pell Wheeler au Bryn Mawr College avec une thèse intitulée On measure in abstract sets. Une partie de sa thèse a été publiée dans les Transactions de l'AMS. Puis elle enchaîne avec des études postdoctorales à l'Institute for Advanced Study à Princeton, où elle a rencontré le mathématicien Arthur Harold Stone. Ils se sont mariés en avril 1942.
Stone et Maharam sont tous les deux maîtres de conférences dans de nombreuses universités aux États-Unis et en Grande-Bretagne et ont été professeurs à l'Université de Rochester durant de nombreuses années.
Ils passent l'année 1965-66 à Yale, comme Dorothy est Senior Post-doctoral Fellow de la National Academy of Sciences, l'année 1971-72 à Berkeley, et un semestre de 1978 à l'Université nationale australienne à Canberra. Dorothy a siégé à divers postes dans des organisations nationales : membre « at large » du National Research Council, membre du Conseil de l'A.M.S., membre du Committee on the Undergraduate Program de la M.A.A., membre de l'A.A.A.S. (présidente, Section A), elle a également siégé dans plusieurs comités d'organisation de conférences mathématiques à Oberwolfach et ailleurs.
Leurs deux enfants, David et Ellen, sont devenus tous les deux des mathématiciens. Elle a pris sa retraite en 2001. Son mari est décédé le 6 août 2000, et son fils, David, est décédé le 27 août 2014.

## Contributions
Maharam a été pionnière dans les recherches en mesures additives sur des entiers. Le théorème de Maharam sur la décomposabilité des espaces de mesure complète joue un rôle important dans la théorie des espaces de Banach. Maharam l'a publié dans les Proceedings of the National Academy of Sciences en 1942.
Un autre article de Maharam, en 1947, dans les Annals of Mathematics, introduit les algèbres de Maharam, des algèbres booléennes complètes avec des sous-mesures continues.

## Publications
- Measure and measurable dynamics : proceedings of a conference in honor of Dorothy Maharam Stone, tenue les 17-19 septembre 1987.
- Measure Theory, Oberfolbach 1981. Proceedings / Dietrich Kölzow, Dorothy Maharam-Stone, 1982.
- Measure theory, Oberwolfach 1983 : actes de la conférence à Oberwolfach, 26 juin-2 juillet 1983.